# Robyn Gayle
Robyn Krista Gayle (Toronto, 31 de outubro de 1985) é uma futebolista canadense que atua como defensora, medalhista olímpica. 

## Carreira
Robyn Gayle fez parte do elenco medalha de bronze em Londres 2012.